# Villiers-le-Roux

Villiers-le-Roux este o comună în departamentul Charente, Franța. În 1 ianuarie 2022 avea o populație de 159 de locuitori.